# Chapelle Notre-Dame de Sabart
Pour les articles homonymes, voir Chapelle Notre-Dame.
La chapelle Notre-Dame de Sabart est une chapelle située sur la commune de Tarascon-sur-Ariège, dans le département français de l'Ariège.

## Localisation
La chapelle est située au sud de Tarascon-sur-Ariège, en Occitanie.

## Description
| Chevet de l'église                                                                         |
| Chevet de l'église avec l'abside et les deux absidioles DRAC Occitanie (Fonds Mieusement). |

| Plan de l'église.                                                             |
| Plan de l'église Notre-Dame de Sabart. Congrès archéologique de France, 1884. |

| Nef centrale. |
| Nef centrale. |

L'intérêt de l'église vient de son plan basilical qui n'a pas été altéré depuis sa construction malgré les vicissitudes qu'a connues l'édifice. L'église comprend trois nefs séparées par de lourds piliers carrés terminées par une abside. Des voûtes en berceaux reposent sur des arcs doubleaux retombant sur des pilastres  appliqués aux piliers.
De rares fenêtres percées dans les murs des collatéraux éclairent l'intérieur de l'église. Elles sont évasées vers l'intérieur de l'église.
Au chevet, on trouve les trois absides de construction ancienne et en grossier blocage se détachant sur un mur de fond qui forme un pignon rectangulaire. Dans la partie inférieure on trouve un fragment de construction d'apparence primitive.

## Historique
Une légende attribue la construction à Charlemagne à la suite d'une apparition, de la découverte d'une statue et d'une victoire sur les Sarrasins en 778. Le lieu a été assez important pour devenir au IXe siècle le centre d'une circonscription administrative de la Haute-Ariège, une viguerie, le vicus ou la vicaria Sabartensis, le Sabarthès. Une chapelle est construite au IXe siècle.
Les premiers textes mentionnant le pèlerinage datent du XIIe siècle. Sabart a été la première de commanderie de l'ordre de Saint-Jean de Jérusalem, en 1175. Le pape Honorius III accorde une bulle à la chapelle en 1224. Le lieu est ensuite le siège d'un archiprêtré du nouveau diocèse de Pamiers, en 1296. La chapelle a été restaurée ou reconstruite après la croisade des Albigeois.
Le culte marial à Sabart est peut-être lié à une source miraculeuse qui était encore signalée au XVIIe siècle. Ce culte a été réactivé au XIe siècle comme une possible étape sur le chemin de Saint-Jacques-de-Compostelle ce qui a donné une importance et une célébrité au lieu. Le curé de la paroisse de l'église Notre-Dame de Sabart est cité en 1104.
L'église connaît une période faste au XVe siècle. Elle a alors deux annexes, l'église Sainte-Quitterie à Tarascon-sur-Ariège, et l'église Saint-Pierre sur la route d'Ussat-les-Bains qui est déjà citée en 1299. Une confrérie y organise des pèlerinages et l'accueil des fidèles. Une restauration est nécessaire en 1461. Le pape Pie II accorde une indulgence aux pèlerins qui viennent pour la fête de la Nativité de la Vierge et font des dons. C'est probablement à la suite de cette indulgence que le pèlerinage du 8 septembre, jour de la Nativité de la Vierge, est devenu important.
Les guerres de religion ont provoqué des destructions alors qu'elle venait d'être achevée. Elle a été dévastée en 1568. Les protestants tiennent la ville jusqu'au 9 juin 1569, date à laquelle la ville est reprise par la troupe catholique du capitaine Traversier. Saccagée, le toit est éventré. La chapelle est désertée et reste sans service pendant plusieurs années. N'accueillant plus de pèlerins, les revenus de la cure ont fortement diminué et elle n'est plus mentionnée dans les testaments jusqu'en 1630. 
L'abbé Martial Rivière est nommé à la cure du faubourg de Tarascon le 3 décembre 1623 et en obtient la possession canonique le 15 juin 1624. La chapelle est alors en ruine. Il a proposé en 1643 l'abbé de Saint-Volusien, François-Étienne de Caulet, nommé évêque de Pamiers en 1644, de restaurer la chapelle. Ce dernier a accepté mais a complété le projet en créant une maison de secours et de retraite pour le clergé. Les échevins de Tarascon ont alors proposé d'offrir les terrains pour la construction de cette maison. Cette donation est acceptée par la communauté de Tarascon le 9 septembre 1649. Le même jour, Martial Rivière qui avait le titre de curé de Sabart et de Sainte-Quitterie a abandonné le premier, rendant son indépendance à la chapelle conformément à la bulle d'Honorius III. L'abbé Rivière avait commencé les travaux de reconstruction de la chapelle sur ses propres deniers. Les murs de la chapelle sont rebâtis. La construction de la maison de retraite est terminée en 1650. Il fait refaire la toiture en 1637-1638, construire la tribune, couvrir la sacristie, réparer les chapelles Sainte-Marie-Madeleine et Sainte-Anne. La chapelle est rendue au culte vers 1652.
Après la restauration de l'église, l'évêque François de Caulet a fait présent à l'église d'un tabernacle doré avec trois retables et cinq statuettes représentant la Vierge à l'Enfant, saint Joseph, saint Jean l'évangéliste, sainte Anne et sainte Marie-Madeleine. À partir de 1653, le père Barthélémy Amilia, prédicateur toulousain réputé est responsable de la première équipe de chapelains réguliers chargée de l'animation spirituelle du sanctuaire.
La Révolution provoque de nouvelles dégradations de la chapelle. Elle sert de caserne à un corps de volontaires en février 1793. En 1794, des hussards transforment la chapelle en écurie. Les bâtiments sont vendus comme bien national le 4 avril 1795 à un aubergiste. La chapelle est rachetée le 8 août par plus de 200 habitants de la ville.
Plusieurs guérisons exceptionnelles sont enregistrées au cours de pèlerinages au XIXe siècle et surtout pendant l'épidémie de choléra de 1854. La façade de la chapelle est reprise suivant des dessins de Viollet-le-Duc en 1865.
La restauration de 1901 a détruit le retable et l'autel Louis XIV en marbre rose. La façade est reprise et le clocheton est dressé. La peinture de l'abside et la plupart des vitraux sont refaits.
Le monument est classé au titre des monuments historiques le 5 juin 1846.

## Nom et Légende

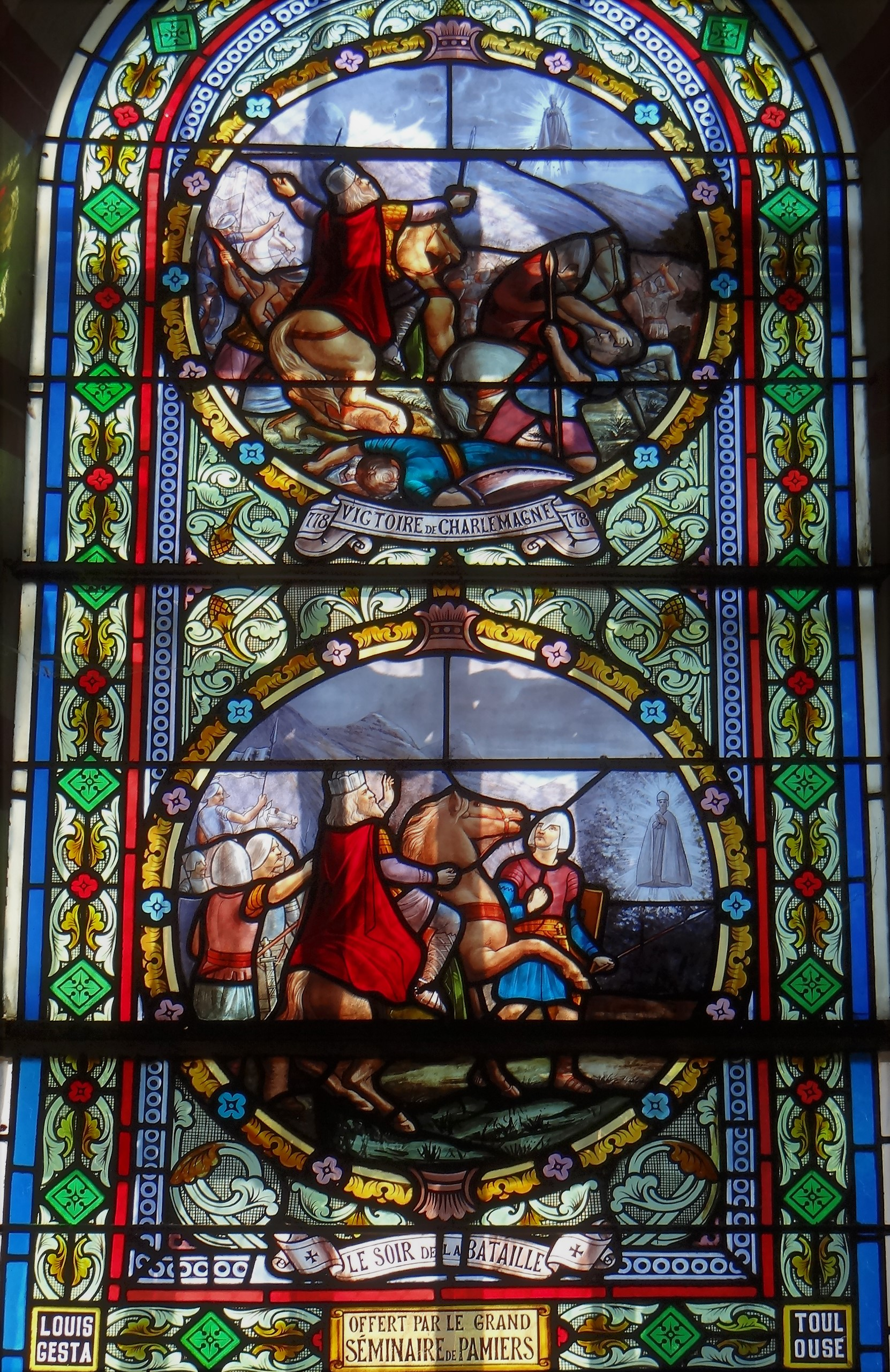
Vitrail de Louis Gesta : L'apparition de la Dame et la victoire de Charlemagne.

Le nom occitan Sabart, issu du gaulois *savartos, « terre inculte, friche », passé au bas latin savarda puis en ancien français sous la forme sauvart (attestée vers 1210), se retrouve principalement en Ariège, à Eycheil, Esplas-de-Sérou et à Tarascon-sur-Ariège, désignant une terre argileuse plutôt dure et inculte.
L'origine de la chapelle Notre-Dame de Sabart, comme beaucoup de sanctuaires pyrénéens, est attribuée à Charlemagne. Elle aurait été fondée en 778 après sa victoire sur les Sarrasins. D'après une légende, le cheval de Charlemagne aurait refusé d'avancer et se serait cabré au moment de l'apparition d'une Dame resplendissante de lumière à l'endroit où la chapelle a été construite. Charlemagne aurait fait venir deux génisses blanches sur le lieu et celles-ci eurent la même réaction. Charlemagne a alors fait creuser le sol où on découvre une statue de bronze qui est alors dressée sur un autel sur lequel on a gravé « Notre-Dame de la Victoire ». La statue transportée deux fois à l'abbaye Saint-Volusien de Foix, elle est à chaque fois revenue à Sabart.

## Vitraux
La chapelle Notre-Dame de Sabart conserve deux vitraux du XIIIe siècle, les plus anciens conservés dans le Midi de la France.
| Vitraux médiévaux  |
| Vitraux médiévaux. |

| L'enseignement de la Parole divine. |
| L'enseignement de la Parole divine. |

| La guérison du boiteux de naissance. |
| La guérison du boiteux de naissance. |

Des vitraux de Louis Gesta, fils de Louis-Victor Gesta ont été placés dans les fenêtres de l'église après la restauration de 1901 :
- vitrail de la victoire de Charlemagne et de l'apparition de la Dalme ;
- vitrail du privilège d'Honorius III, en 1224, et du martyre du prêtre Baron, en 1568 ;
- vitrail de la découverte de la statue et de la construction de l'église.

## Décor
La statue de Notre-Dame de Sabart doit dater de la Renaissance. La statue a été couronnée solennellement par l'évêque de Pamiers, Félix Guiller, le 7 juin 1954.
La statue de la Vierge à l'Enfant en bois doré de la seconde moitié du XVIIe siècle.
La fresque représentant le couronnement de la Vierge peinte sur la voûte de l'abside a été réalisée au XVIIe siècle.
| Statue de la Vierge placée à gauche de l'entrée                   |
| Statue de la Vierge placée contre le pilier à gauche de l'entrée. |

| Abside avec la statue de la Vierge à l'Enfant.                                            |
| Abside avec la statue de la Vierge à l'Enfant et la fresque du couronnement de la Vierge. |

| Fresque du couronnement de la Vierge. |
| Fresque du couronnement de la Vierge. |

| Chapelle Sainte-Marie-Madeleine                       |
| Chapelle Sainte-Marie-Madeleine dans l'absidiole sud. |

## Pèlerinage
Chaque 8 septembre se déroule un pèlerinage à Sabart pour honorer la nativité de la Vierge.